# Annelies Maas
Annelies Maas (n. 25 ianuarie 1960, Wageningen, Gelderland, Țările de Jos) este o înotătoare olandeză, medaliată olimpică. A participat la 2 ediții ale Jocurilor Olimpice (1976, 1980) în care a câștigat o medalie de bronz.